# Peter II av Brasilien
Peter II (portugisiska: Pedro II, Dom Pedro d’Alcântara), född 2 december 1825 i Rio de Janeiro, död 5 december 1891 i Paris, kallad "den storsinte" var kejsare av Brasilien 1831–1889. Trots att han var mycket populär såväl i Brasilien som utomlands tvingades han att abdikera efter en militärkupp 1889. Han var medlem av den brasilianska grenen av huset Braganza. Hans far abdikerade abrupt efter en avresa till Europa 1831 och lät då sonen Peter efterträda honom som kejsare av Brasilien.

## Biografi
Peter var son till Peter I av Brasilien och hans första gemål, ärkehertiginnan Maria Leopoldina av Österrike. Peter II blev kejsare vid fem års ålder vid faderns abdikation den 7 april 1831, myndigförklarades 1840 och kröntes den 18 juli 1841. Han var en humanitärt, socialt och kulturellt intresserad monark, under vars regering Brasilien utvecklades ekonomiskt. Landet blev Sydamerikas ledande makt, en ställning som det hävdade i krig mot Argentina 1851–1852 (Platakriget), Uruguay 1864–1865 (Uruguayanska kriget) och Paraguay 1865–1870 (Trippelallianskriget).
I Europa åtnjöt Brasilien gott anseende inte minst genom Peter II:s goda förbindelser. Peter II genomdrev slaveriets successiva avskaffande. Under sin resa i Europa 1888 genomdrev dock hans dotter Isabella av Brasilien, då regent, slavarnas omedelbara frigivning. Detta ledde till att Peter förlorade de konservativa godsägarnas stöd, och vid hans återkomst lyckades den relativt fåtaliga republikanska oppositionen tvinga Peter att abdikera vid en militärkupp den 15 november 1889. Han tillfångatogs, tvingades att lämna landet med sin familj och avled i landsflykt i Paris två år senare.
Han gifte sig 1843 med sin kusin prinsessan Theresa Christina av Bägge Sicilierna (1822–1889).

## Barn
- Afonso av Brasilien (1845–1847), prins av Brasilien.
- Isabella (Isabel de Bourbon e Bragança) (1846–1921), arvprinsessa, gift med Gaston av Orleans, son till Louis av Orléans, hertig av Nemours. Deras ättlingar är de nuvarande pretendenterna till Brasiliens tron.
- Leopoldina av Brasilien (1847–1871), gift med Ludwig August av Sachsen-Coburg-Gotha.
- Peter av Brasilien (1848–1850), prins av Brasilien.